# Вольф-Гюнтер Візель
Вольф-Гюнтер Візель (нім. Wolf-Günter Wiesel, нар. 16 листопада 1947) — колишній німецький футбольний арбітр.

## Кар'єра
Візель обслужив перший матч у вищому дивізіону країни 30 травня 1983 року. В цілому він провів 110 ігор в Бундеслізі, часто в команді з Ральфом Гільмсом і Гольгером Вальдманном.
Мав статус арбітра ФІФА і судив на міжнародному рівні в європейських кубках, зокрема, в сезонах 1991/92 і 1992/93 він двічі судив матчі Кубка європейських чемпіонів. Крім того судив ігри півфіналу Кубка ФРН 1984 року між «Шальке-04» і «Баварією», яка закінчилась із сенсаційним рахунком 6:6, згодом судив фінал Суперкубка ФРН 1991 року між «Кайзерслаутерном» і «Вердером».
Завершив тренерську кар'єру в 1995 році і в подальшому займався функціонерською роботою.

## Біографія
1. ↑  Zusammen 300 Jahre mit der Pfeife aktiv[недоступне посилання], NFV-Journal 2/2010, gesichtet am 10. Mai 2011